# Heterixalus carbonei
Heterixalus carbonei là một loài ếch thuộc họ Hyperoliidae.
Đây là loài đặc hữu của Madagascar.
Môi trường sống tự nhiên của chúng là rừng khô nhiệt đới hoặc cận nhiệt đới, rừng ẩm vùng đất thấp nhiệt đới hoặc cận nhiệt đới, đầm nước ngọt, và đầm nước ngọt có nước theo mùa.
Chúng hiện đang bị đe dọa vì mất môi trường sống.